# Сёдай Наоя
Сёдай Наоя (яп. 正代 直也, род. 5 ноября, 1991) — японский профессиональный сумоист из Уто, Кумамото. Он относится к школе Токицукадзэ-бэя. Высший ранг — одзэки. Он получил один кимбоси за победу над ёкодзуной и семь специальных призов — шесть за боевой дух и один за выдающееся выступление.

## Детство и юность
Талант Сёдая Наои впервые заметил тренер детского клуба сумо Уто, когда Наоя занимался сумо в парке начальной школы Уто. В 5-м классе он участвовал в национальных соревнованиях по сумо, а в средней школе Какудзё он был запасным членом команды-победителя на чемпионате по сумо. На последнем году обучения сельскохозяйственной школы Кумамото он выиграл молодежный национальный чемпионат по сумо.
Сёдай поступил в университет при Токийском сельскохозяйственном университете, где изучал International food information sciences на кафедре международного развития сельского хозяйства. Он стал ёкодзуной университета на втором курсе и ему было позволено попасть в профессиональное сумо на уровне 15 макусита, однако он решил сперва окончить учёбу и упустил эту возможность. На третьем году учебы в университете он вышел на Всеяпонский чемпионат по сумо, однако проиграл Эндо и не получил титул ёкодзуны-любителя в том году. Он также не имел права на цукэдаси на 4-м курсе университета.

## Карьера
После окончания университета он присоединился к школе Токицукадзэ-бэя и принял участие в своем первом турнире в марте 2014 года. Поскольку он упустил возможность стартовать в разрядах макусита в качестве цукэдаси, он начал тот турнир в качестве маэдзумо. На 5-й день турнира он проиграл Сибе, однако завершение со счетом 2-1 позволило ему продолжить повышать свой ранг. В мае, когда он получил место в дзёнокути (начальный уровень профессионального сумо), он встретился с Сибой на 5-й день и впервые победил его. Он финишировал с результатом 7-0 и выиграл чемпионат дзёнокути. Это продвинуло его на следующий уровень сумо, дзёнидан, в июльском турнире, где он закончил со счётом 6-1 и перешел на следующий уровень, санданмэ, в сентябрьском турнире. Он снова встретился с Сибой на 9 день и проиграл, однако счёт 6-1 был достаточно хорош, чтобы перейти на следующий уровень, макусита, в ноябрьском турнире. Он проиграл свой третий и четвертый матчи в этом турнире Хигоараси и Асатэммаю, но все же закончил с многообещающим результатом 5-2, что позволило ему подняться выше в рейтинге макусита. На турнире в январе 2015 года он был обеспокоен тем, что диарея и бактериальная инфекция могут повлиять на его результативность, однако он смог выиграть турнир с результатом 7: 0, включая победу над Исиурой, которого повысили до дзюрё, на последний день турнира. В следующих трех турнирах в макусита он достиг катикоси и был повышен до дзюрё в сентябре 2015 года. Он сохранил свою фамилию, Сёдай, вместо того, чтобы её сменить, как это делают большинство борцов сумо. Старейшина школы одобрил его выбор.
Позже на пресс-конференции его высказывания были интерпретированы как пессимистические, и его окрестили «очень негативным борцом сумо». Тем не менее, он закончил свой первый турнир в дзюрё с сильным результатом 11-4. В следующем турнире он улучшил свои предыдущие показатели до 13-2, выиграл чемпионат дзюрё и был переведен в высший дивизион сумо, макуути.
В январском турнире он стал 20-м борцом из префектуры Кумамото, получившим подобное звание в сумо с конца Второй мировой войны. По скорости продвижения в макуути (не считая цукэдаси) он стал третьим борцом с 1958 года, попав в высший дивизион после 11 турниров. В отличие от другого борца, Кагаяки, который также дебютировал в макуути и окончил со счётом 4-11, Сёдай добился счёта 10-5, продолжил свою серию без проигрышей в турнирах и получил приз за боевой дух. С момента вступления в сумо он стал вторым вторым по скорости получения специального приза после 12 турниров, уступив только бывшему ёкодзуне Ваканохане, который выиграл приз за боевой дух на своем 9-м турнире в январе 1950 года.
В ноябре 2016 года он одержал одиннадцать побед против четырех поражений в ранге маэгаcира 3, разделив приз «за боевой дух» с Исиурой. Он победил одзэки Кисэносато на этом турнире и получил ранг сэкивакэ на январском турнире. Ему потребовалось всего 17 турниров с момента его профессионального дебюта, чтобы достичь сэкивакэ, что является вторым результатом (после 14 турниров Конисики) с момента введения системы шести турниров в год в 1958 году для тех, кто начинал с маэдзумо. В своем дебюте в качестве сэкивакэ он упустил катикоси и участвовал в следующем турнире в ранге комусуби. На турнире он выиграл только четыре боя и был понижен в ранге до маэгасира в мае 2017 года. В июле, в ранге первого маэгасира, он получил свою первую кимбоси, победив ёкодзуну Харумафудзи на второй день. Он оставался одним из лучших маэгасира в течение нескольких турниров. В ноябре 2019 года он занял второе место после Хакухо с результатом 11-4 и получил приз за боевой дух за победу над Асаноямой в последний день турнира. В январе 2020 года он боролся за чемпионство до последнего дня, за кончив на одну победу меньше, чем у неожиданного победителя Токусорю. Он вновь получил приз за боевой дух. Он вернулся в ранг сэкивакэ в марте 2020 года. Он был одним из двух, кто победил победителя турнира Хакухо в марте и сохранил свой ранг сэкивакэ с результатом 8-7. В турнире в июле 2020 года он выиграл свой пятый приз за боевой дух после результата 11-4, он был одним из двух борцов, победивших победителя турнира Тэрунофудзи.
На турнире в сентябре 2020 года Сёдай выиграл свой первый чемпионат со счетом 13-2, победив Тобидзару в последний день, что позволило ему избежать плей-оффа. Его единственные поражения были в схватках с предыдущим победителем турнира Тэрунофудзи на 4 день и с комусуби Окиноуми на 7 день. Сёдай сказал: «В последний день я был единственным лидером, поэтому до тех пор я не беспокоился о чемпионской гонке и чувствовал себя комфортно». Он также получил свою первую премию за выдающиеся достижения и шестую премию за боевой дух. Он первый уроженец префектуры Кумамото, выигравший чемпионат высшего дивизиона.

### Повышение доодзэки
Ассоциация сумо объявила после басё в сентябре 2020 года, что они созовут внеочередное собрание, чтобы обсудить продвижение Сёдая до второго по старшинству ранга одзэки. Несмотря на то, что он закончил лишь с 32 победами в последних трех турнирах, было принято решение о том, что последовательные выступления Сёдая начиная с басё ноября 2019 года были достаточными, чтобы рассматривать его кандидатуру в одзэки. Его кандидатура была единогласно одобрена 30 сентября 2020 г. В своей благодарственной речи Сёдай сказал, что посвятит себя сумо «с духом предельной искренности, чтобы не опозорить имя одзэки». Позже он сказал репортерам, что он «почувствовал облегчение» и что он «находится в положении, в котором от вас ждут лишь побед». Он первый одзэки из префектуры Кумамото с момента с достижения этого ранга Тотихикари в 1962 году.
Сёдай дебютировал как одзэки со счётом 3-1 в ноябре 2020, но был вынужден уйти на 5 день, так как повредил левую лодыжку. Это был первый перерыв в его карьере. Он завершил свой первый полный турнир как одзэки в последующем басё в январе 2021 и добился достаточного числа побед, чтобы сохранить свой ранг. После того, как финишировал со счётом 7-8 на мартовском турнире 2021 года, он попал в кадобан (особый статус для одзэки, который фиксирует на турнире отрицательную статистику, статус обязывает сумоиста обязательно показать положительный результат для сохранения ранга) . Он сохранил свой ранг одзэки, закончив со счётом 9-6 в мае, его победа на 15-й день над Эндо выбила маэгасиру из борьбы за чемпионство.

### Утрата званияодзэки
На турнире Кюсю басё в ноябре 2022 года в пятый раз оказался в кадобане. 25 ноября 2022 года он потерпел восьмое поражение, зафиксировал макэкоси и утратил возможность сохранить звание одзэки. На январский турнир 2023 года он вышел в статусе сэкивакэ с правом возвращения в прежний статус при условии достижения показателя в 10 побед. Но вместо этого Сёдай снова зафиксировал макэкоси (как и в ноябре, со статистикой 6-9) и был понижен до рядового бойца – маэгасиры. Впрочем, в марте 2023 года показал положительную статистику 10-5, заслужив право вернуться в санъяку (высшие ранги в сумо). К маю 2023 года он был повышен до комусуби, но на майском турнире показал отрицательную статистику 6-9.
На турнирах в июле и сентябре 2024 года впервые с 2020 года показал два подряд «двукратных» результата (10-5, 10-5). Перед ноябрьским турниром 2024 года впервые с мая 2023 года был возвращен в санъяку и был назначен комусуби. Однако на первом же турнире в новом ранге выступил неудачно, зафиксировав статистику 4-11.

## Стиль борьбы
Сёдай — борец ёцу-сумо, который предпочитает захваты толчкам. Его любимый захват маваси — миги-ёцу, левая рука снаружи, правая рука внутри. Его самый распространенный кимаритэ — это простой ёрикири или вытеснение за круг при обоюдном захвате.

## Результаты
| Год в сумо | Январь Хацу басё, Токио         | Март Хару басё, Осака     | Май Нацу басё, Токио                  | Июль Нагоя басё, Нагоя      | Сентябрь Аки басё, Токио    | Ноябрь Кюсю басё, Фукуока    |
| --- | ------------------------------- | ------------------------- | ------------------------------------- | --------------------------- | --------------------------- | ---------------------------- |
| 2014 | x                               | (Маэдзумо)                | Дзёнокути #12 запада 7–0 Чемпион      | Дзёнидан #10 востока 6–1    | Сандаммэ #48 востока 6–1    | Макусита #59 востока 5–2     |
| 2015 | Макусита #37 запада 7–0 Чемпион | Макусита #3 запада 4–3    | Макусита #2 запада 4–3                | Макусита #1 востока 5–2     | Дзюрё #12 запада 11–4       | Дзюрё #5 запада 13–2 Чемпион |
| 2016 | Маэгасира #12 запада 10–5 Д     | Маэгасира #6 запада 9–6   | Маэгасира #2 востока 6–9              | Маэгасира #5 востока 9–6    | Маэгасира #2 запада 7–8     | Маэгасира #3 запада 11–4 Д   |
| 2017 | Сэкивакэ #1 запада 7–8          | Комусуби #1 запада 4–11   | Маэгасира #5 запада 10–5              | Маэгасира #1 востока 5–10 ★ | Маэгасира #5 востока 6–9    | Маэгасира #7 запада 9–6      |
| 2018 | Маэгасира #4 востока 7–8        | Маэгасира #4 запада 7–8   | Маэгасира #4 запада 9–6               | Маэгасира #1 востока 6–9    | Маэгасира #3 востока 6–9    | Маэгасира #4 востока 8–7     |
| 2019 | Маэгасира #3 востока 7–8        | Маэгасира #3 запада 5–10  | Маэгасира #7 востока 10–5             | Маэгасира #3 востока 7–8    | Маэгасира #4 запада 3–12    | Маэгасира #10 запада 11–4 Д  |
| 2020 | Маэгасира #4 запада 13–2 Д      | Сэкивакэ #1 запада 8–7    | Сэкивакэ #1 востока Отмена басё 0–0–0 | Сэкивакэ #1 востока 11–4 Д  | Сэкивакэ #1 востока 13–2 ВД | Одзэки #2 востока 3–2–10     |
| 2021 | Одзэки #1 запада 11–4           | Одзэки #1 востока 7–8     | Одзэки #2 востока 9–6                 | Одзэки #2 востока 8–7       | Одзэки #1 востока 8–7       | Одзэки #1 востока 9–6        |
| 2022 | Одзэки #1 запада 6–9            | Одзэки #1 востока 9–6     | Одзэки #1 запада 5–10                 | Одзэки #2 запада 10–5       | Одзэки #1 запада 4–11       | Одзэки #1 запада 6–9         |
| 2023 | Сэкивакэ #2 запада 6–9          | Маэгасира #1 востока 10–5 | Комусуби #2 востока 6–9               | Маэгасира #2 востока 6–9    | Маэгасира #3 востока 8–7    | Маэгасира #2 запада 6–9      |
| 2024 | Маэгасира #4 запада 4–11 ★      | Маэгасира #10 востока 8–7 | Маэгасира #9 востока 7–8              | Маэгасира #10 востока 10–5  | Маэгасира #4 востока 10–5   | Комусуби запада 4–11         |
| 2025 | Маэгасира #4 востока 6–9        | Маэгасира #7 востока 6–9  | Маэгасира #10 запада 6–9              | Маэгасира #13 запада 9–6    | Ещё не состоялся            | Ещё не состоялся             |
| Результат приведен как победил-проиграл-снялся Юсё (победа) Дзюнъюсё (второе место) Интай (отставка) Не выступал в макуути Специальные призы: Д=За боевой дух (Канто-сё); В=За выдающееся выступление (Сюкун-сё); Т=За техническое совершество (Гино-сё) Ещё показаны: ★=Кимбоси; P=Участие в дополнительном финале Лиги: Макуути — Дзюрё — Макусита — Сандаммэ — Дзёнидан — Дзёнокути Ранги макуути: Ёкодзуна — Одзэки — Сэкивакэ — Комусуби — Маэгасира |                                 |                           |                                       |                             |                             |                              |